# Me Chama de Bruna
Me Chama de Bruna é uma série de televisão brasileira produzida e exibida pelo Fox Premium desde 9 de outubro de 2016 até 31 de janeiro de 2020. É baseada na história real da ex-garota de programa Bruna Surfistinha. Recebeu duas indicações ao Prêmio Platino de Cinema Ibero-Americano na categoria Melhor Série por Me Chama de Bruna e na categoria Melhor Atriz por Maria Bopp.

## Enredo
Narra a história de Raquel Pacheco, uma adolescente de 17 anos que se torna a famosa prostituta Bruna Surfistinha, explorando seus relacionamentos com os clientes e a escrita de seu blog contando sobre eles.

## Elenco

### Principal
| Ator                 | Personagem                         | Temporadas | Temporadas | Temporadas | Temporadas |
| Ator                 | Personagem                         | 1ª 2016    | 2ª 2017    | 3ª 2018    | 4ª 2019    |
| -------------------- | ---------------------------------- | ---------- | ---------- | ---------- | ---------- |
| Maria Bopp           | Raquel Pacheco / Bruna Surfistinha |            |            |            |            |
| Simone Mazzer        | Samira                             |            |            |            |            |
| Nash Laila           | Jéssica                            |            |            |            |            |
| Ariclenes Barroso    | Lukas Pereira                      |            |            |            |            |
| Jonas Bloch          | Benito Pacheco                     |            |            |            |            |
| Clarice Niskier      | Wanda Pacheco                      |            |            |            |            |
| Stella Rabello       | Eugênia Pereira / Georgette        |            |            |            |            |
| Jonathan Haagensen   | José Ricardo Rios (JR)             |            |            |            |            |
| Luciana Paes         | Mônica                             |            |            |            |            |
| Carla Ribas          | Stella                             |            |            |            |            |
| Suzana Kruger        | Nancy                              |            |            |            |            |
| Rodrigo García       | Assis                              |            |            |            |            |
| Perfeito Fortuna     | Claudionor Ferreira                |            |            |            |            |
| Wallace "Wallie" Ruy | Michelle                           |            |            |            |            |
| Isabelle Ribas       | Ketlyn                             |            |            |            |            |
| Gabriel Godoy        | Marcelo                            |            |            |            |            |
| Thierry Tremouroux   | Renê                               |            |            |            |            |
| Maitê Proença        | Miranda                            |            |            |            |            |
| Felipe Rocha         | mascarado                          |            |            |            |            |
| Érika Puga           | Eliane                             |            |            |            |            |
| Li Borges            | Suelen                             |            |            |            |            |
| Álamo Facó           | Zeca                               |            |            |            |            |
| Ravel Andrade        | Paulo Maranhão (Paulinho)          |            |            |            |            |
| MV Bill              | Cícero                             |            |            |            |            |
| Enzo Romani          | Alberto Maranhão (Beto)            |            |            |            |            |
| Ana Hartmann         | Marcinha                           |            |            |            |            |
| Ivan Mendes          | Pedro                              |            |            |            |            |
| Lica Oliveira        | Camila                             |            |            |            |            |
| Débora Ozório        | Alice                              |            |            |            |            |

## Episódios
| Temporada | Temporada | Episódios | Exibição original      | Exibição original      |
| Temporada | Temporada | Episódios | Estreia da temporada   | Final da temporada     |
| --------- | --------- | --------- | ---------------------- | ---------------------- |
|           | 1.ª       | 8         | 9 de outubro de 2016   | 27 de novembro de 2016 |
|           | 2.ª       | 8         | 22 de outubro de 2017  | 10 de dezembro de 2017 |
|           | 3.ª       | 8         | 7 de dezembro de 2018  | 25 de janeiro de 2019  |
|           | 4.ª       | 8         | 13 de dezembro de 2019 | 31 de janeiro de 2020  |